# Harsdorfer Straße 22

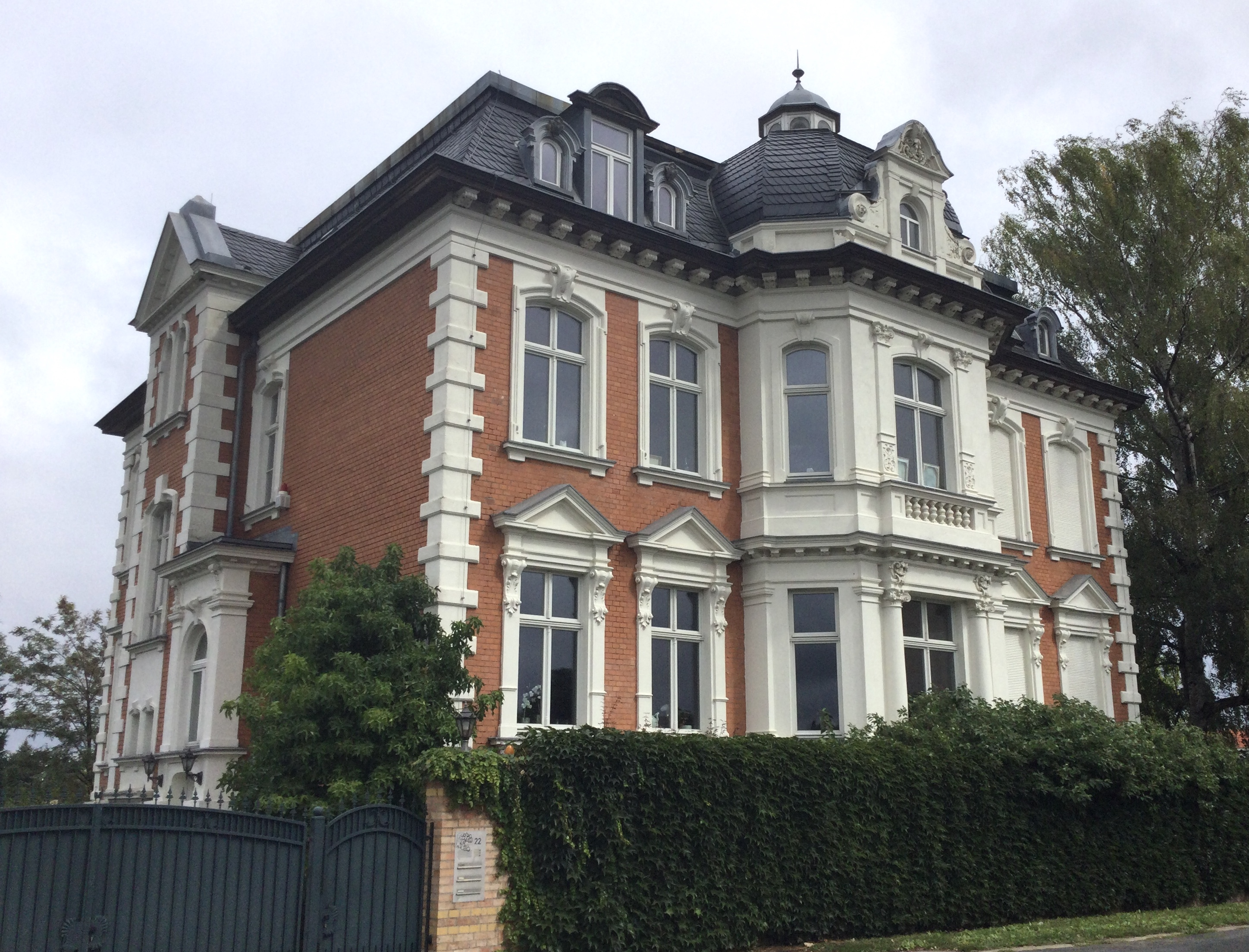
Haus Harsdorfer Straße 22 (2021)

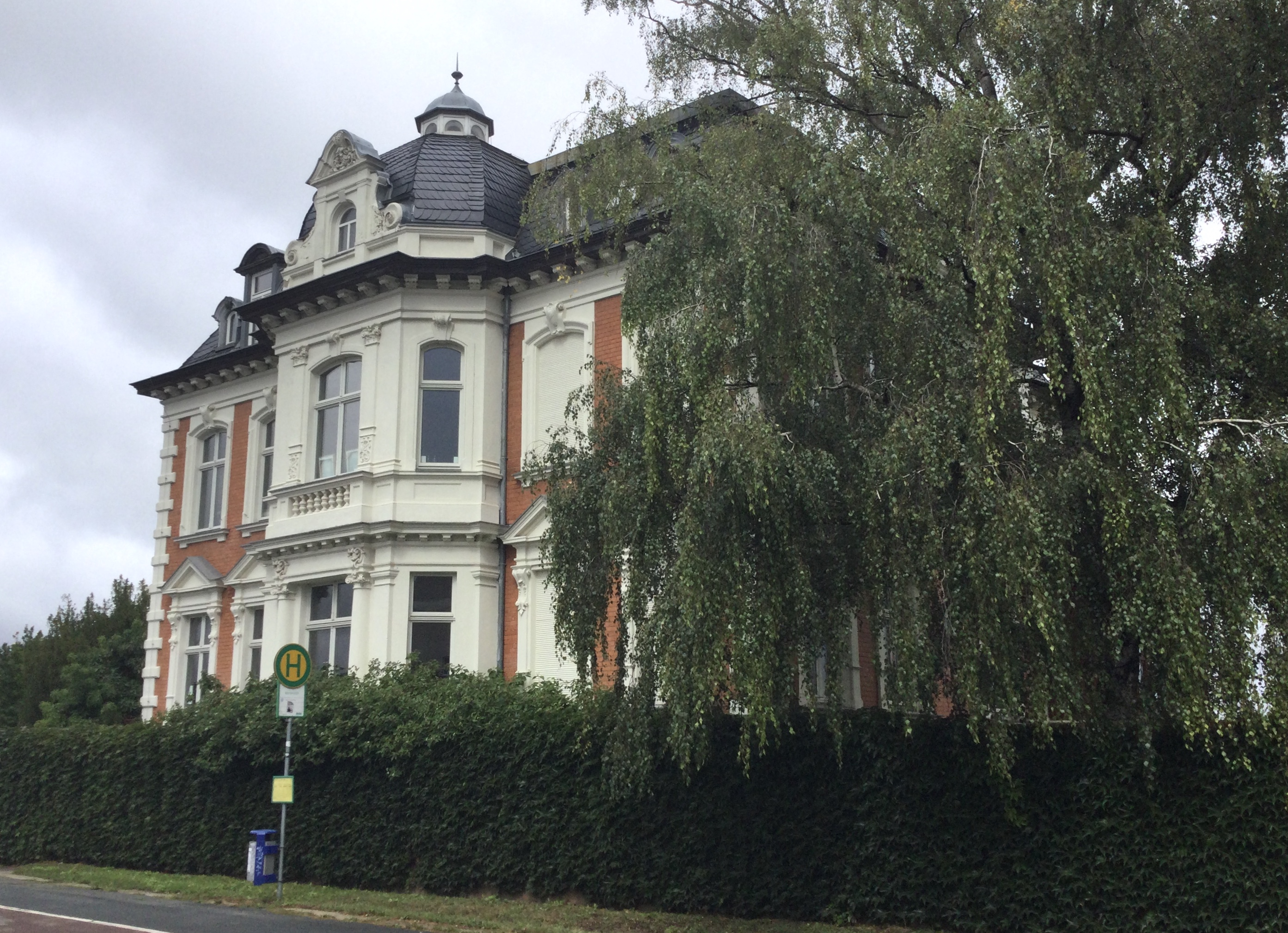
Blick von Südosten

Das Wohnhaus Harsdorfer Straße 22 in Magdeburg in Sachsen-Anhalt ist eine ehemalige großbürgerliche Villa und steht heute unter Denkmalschutz.

## Lage
Die das Straßenbild prägende Villa steht an der Nordseite der Harsdorfer Straße im Magdeburger Stadtteil Stadtfeld West, südöstlich liegt die Villa Harsdorfer Straße 17.

## Architektur und Geschichte
Der zweigeschossige repräsentative Bau wurde im Jahr 1873 für den Bauherrn Carl Hans Blume durch das Baugeschäft C. Loewe Nachf. erbaut. Blume war Inhaber der damals auf dem hinteren Teil des Grundstücks betriebenen Lackfabrik. Die fünfachsige Fassade des roten Backsteinbaus ist mit hellen Putzelementen im Stil des Historismus mit Formen der Neorenaissance und des Neobarocks gestaltet. Die beiden rechten Fensterachsen sind als Blindfenster ausgeführt. Mittig ist dem Haus ein polygonaler, verputzter Risalit vorgelagert. Er ist mit Pilastern und Halbsäulenvorlagen versehen. Bedeckt wird der Risalit von einem an eine Kuppel erinnernden Dach, das von einer kleinen Laterne bekrönt wird. Die nach Westen weisende Fassade verfügt über einen flachen, etwas nach hinten versetzten Risalit mit angrenzendem Erker und Treppenhaus. An der Ostfassade ist ein hölzerner Wintergarten angebaut.
Die Fassaden haben ein auf Konsolen gelagertes Kranzgesims. Das Dach des Gebäudes ist mit kleinen Dachhäuschen versehen.
Hinter dem Haus standen noch Anfang des 21. Jahrhunderts große Teile der Fabrikgebäude, die jedoch einige Jahrzehnte jünger waren als die Villa selbst. Sie wurden dann jedoch abgerissen.
Laut Liste der Kulturdenkmale in Stadtfeld West ist die Villa unter der Erfassungsnummer 094 82319 als Baudenkmal verzeichnet.
Die Villa gilt als frühes Beispiel einer Fabrikantenvilla in Magdeburg.